# 乱妨取り
乱妨取り（らんぼうどり）は、戦国時代と江戸時代の大坂夏の陣にかけて、戦いの後で兵士が人や物を掠奪した行為。一般には、これを略して乱取り（らんどり・乱取・乱捕）と呼称された。

## 概説
当時の軍隊における兵士は農民が多く、食料の配給や戦地での掠奪目的の自主的参加が見られた。人身売買目的での誘拐は「人取り」と呼ばれた。
兵農分離を行い、足軽に俸禄をもって経済的報酬を与えていた織田信長、豊臣秀吉などは「乱暴取り」を取り締まり、「一銭切り」といった厳罰によって徹底させることが可能であった。

## 実例

### 天正の戦
豊臣秀吉は、島津氏が豊後国を侵略した天正の役が平定して4年後の1596年、薩摩国の島津氏が文禄・慶長の役に出兵している間に、天正の役の最中に豊後国で拉致して売ったりした豊後国の男女を国元に返し、人身売買を止めるよう、島津氏に朱印状を送った。
先年　於豊州　乱妨取之男女事、分領中　尋校、有次第帰国之議　可申付候、於隠置者、可為　越度候、并　人之売買　一切　可相止候。先年　雖被相定候、重而　被仰出候也。十一月二日（秀吉朱印）島津又七郎留守居—豊臣秀吉

### 桶狭間の戦い
織田信長の桶狭間の戦いでの勝因を、「民家への略奪行為で油断する今川方を急襲したから」とする説を、黒田日出男が唱えている。勝因について、明治時代には陸軍を中心に迂回奇襲説が、近年では『信長公記』に基づいて正面攻撃説が主流である。だが、黒田は『甲陽軍鑑』に着目し、「記憶違いはあるが、悪意の捏造はなく、体験に基づく良質な史料」と断定した。そして、当時武田氏と今川氏は同盟していたため「敗因を間違えるとは考え難く、第三者が敗者から得た信頼できる情報に基づく」とした。『甲陽軍鑑』には「その日の（事前にあった別の）戦いに勝ったと思った今川軍が略奪に散る中、織田軍が味方のように入り交じり、義元の首を取った」とあり、また別の史料で徳川家康が「今川軍が略奪し、油断していた」と証言したのも確認した。黒田は略奪を"乱取り"と呼び、新説を「乱取り状態急襲説」と名付けた。そしてその家康も、江戸幕府になっても大坂夏の陣で乱取りを容認。織田、豊臣で禁止になっていた乱取りを復活させてしまったのは、将軍にまでなった家康最大の汚点である。

### 大坂の陣
戦国時代より続いた大規模な戦闘の最後となった大坂夏の陣の終結直後においても、徳川方の雑兵たちによる大規模な乱妨取りが、大坂市中の民衆らに対して行なわれた。その様子は、戦勝方の武将である黒田長政が絵師に命じて書かせた「大坂夏の陣図屏風」左隻に描かれている。
真田信繁（幸村）の娘・阿梅は大坂落城後に仙台藩家老・片倉重長の兵に乱妨取りされている（後に信繁の娘と判明し、重長の継室に迎えられた）。これらの乱取りを容認したのは、江戸時代の大御所徳川家康だった